# Sveti Rok Tunnel
Il tunnel San Rocco (in croato tunel Sveti Rok) è il secondo tunnel per lunghezza dell'autostrada A1, la prima autostrada della Croazia per lunghezza che attualmente collega Zagabria a Vergoraz. È lungo 5759 metri.
Geograficamente è situato tra regione della Lika e di Segna e la regione zaratina (l'accesso settentrionale si trova nella prima, quello meridionale nella seconda) sotto la catena delle Alpi Bebie, tra il villaggio di San Rocco e Posedarje.